# Sabelfelt
Sabelfelt var en svensk adelsätt som adlades 1643 och introducerades på Riddarhuset 1647 med numret 317.
Stamfadern är Zakarias Nilsson Sabel från Jönköpings län, som avancerade inom den militära strukturen och adlades.